# Physalopterinae
Die Physalopterinae sind eine Unterfamilie der Rollschwänze mit 226 Arten. Sie sind Parasiten aller Wirbeltierklassen außer den Fischen.

## Merkmale
Physalopterinae sind Camallanoidea, bei denen die Kaudalflügel der Männchen auf der Unterseite verbunden sind. Die Bursa copulatrix weist Ornamentierungen auf.

## Systematik
Hodda (2022) gliedert die Unterfamilie in die monotypische Tribus Physalopterini mit der Untertribus Physalopterinii, welche neun Gattungen enthält:
- Abbreviata Travassos, 1920
- Didelphyoptera Schulz, 1927
- Didelphysoma Schulz, 1927
- Kreisiella Jones, 1985
- Mooleptus Ozdikmen, 2010
- Mirzaloptera Wason & Johnson, 1977
- Neoleptus Specian, Ubelaker & Dailey, 1975
- Ochetocephalus Linstow, 1907
- Paraphysaloptera Gupta & Jehan, 1971
- Pentadentoptera Schachnasarova, 1949
- Physaloptera Rudolphi, 1819
- Polydelphyoptera Schulz, 1927
- Pseudabbreviata Lichtenfels & Quigley, 1968
- Pseudophysaloptera Baylis, 1934
- Skrjabinoptera Schulz, 1927
- Turgida Schulz, 1927